# Scomparsa (serie televisiva)
Scomparsa è una serie televisiva italiana diretta da Fabrizio Costa trasmessa su Rai 1 dal 20 novembre al 19 dicembre 2017.

## Trama
Nora Telese, una psichiatra infantile che ha cresciuto da sola sua figlia Camilla, si trasferisce assieme alla ragazza da Milano a San Benedetto del Tronto. Camilla ha sedici anni e fa subito amicizia con i suoi coetanei, in particolare con Sonia, che diventerà ben presto la sua migliore amica. Un sabato sera le due ragazze vanno alla festa del liceo, ma non fanno più ritorno.
Nora è disperata e chiede aiuto al vicequestore Giovanni Nemi, ma le indagini per ritrovare le due ragazze si rivelano più complicate del previsto e vedono susseguirsi i sospettati.
Il primo sospettato è Riccardo Trasimeni, un uomo a cui anni prima Nora aveva contribuito nel suo lavoro a togliere la paternità del figlio. Proprio suo figlio Arturo quella sera è stato visto baciarsi con Camilla, come rivela un amico delle ragazze. Si scopre che Riccardo Trasimeni voleva solo entrare in contatto con il figlio e che non è lui il colpevole.
Si sospetta anche di un amico delle ragazze, Andrea Pasini, figlio del professore primario di chirurgia all'ospedale cittadino, che le ha accompagnate alla festa del liceo e con loro ha preso delle droghe. E si sospetta anche di Arturo, che però rivela che durante la festa Camilla lo ha lasciato e per l'effetto della droga lo ha insultato: lui è quindi tornato a casa e non l'ha più né vista né sentita.
In un video si vedono le due ragazze entrare nel bagno di una stazione di servizio indossando abiti costosi ed eleganti: i vestiti provengono dalla boutique di Olga Turano, moglie del facoltoso farmacista Ugo Turano, che è anche l'ultima persona a cui Sonia ha inviato un messaggio la notte della scomparsa. Si scopre così che dopo la festa del liceo le ragazze sono andate a un party con ragazze giovani e uomini adulti, accompagnate proprio da Turano.
Viene trovato sulla spiaggia il cadavere di Sonia e al commissariato un testimone dichiara di aver visto la ragazza due giorni prima litigare con Amir, un giovane marocchino proprietario di un ristorante etnico. L'ispettore Balestri, che raccoglie la testimonianza, è il suocero di Amir e indaga inizialmente per conto suo: scopre così che il DNA di Amir è compatibile con quello trovato sotto le unghie di Sonia. Nemmeno Amir tuttavia è colpevole: il litigio visto dal testimone era non con Sonia, ma con suo fratello e Sonia vi aveva assistito per caso e cercando di dividere i due aveva graffiato Amir.
Viene trovato un video che Sonia aveva mandato a un uomo di cui era innamorata, più grande di lei e sposato. Il video è stato però cancellato: un testimone ricorda una cartelletta rosa con l'adesivo di un canguro con i guantoni da boxe. Nora inoltre scopre che la villa della festa ha delle microcamere in tutte le stanze. Riccardo Trasimeni in punto di morte rivela che la notte della scomparsa ha visto le ragazze su un SUV guidato da Ugo Turano. Siccome questa rivelazione non può essere usata come prova, Nora e l'ispettore Nemi sperano che possa testimoniare contro Turano sua moglie Olga.
Olga nel frattempo, insospettita, va a parlare con la sua amica Marta, con la quale aveva scoperto che il marito la tradiva, e si convince della colpevolezza del marito: accompagna quindi Nora e l'ispettore Nemi al nascondiglio del marito.
Ugo Turano in commissariato rivela di aver organizzato il festino nella villa con il suo amico Attilio, il quale vuole ricattare un assessore che gli può far avere un appalto per mezzo di un festino con ragazze giovani e cocaina. Ha quindi convinto Sonia a partecipare promettendole una carriera da modella, e Sonia ha a sua volta coinvolto Camilla. Alla festa Camilla si era ribellata alle avances degli invitati e Turano le aveva dato un sonnifero e l'aveva messa a dormire in una stanza. Anche Sonia era andata via e uno degli invitati l'aveva accompagnata alla stazione.
Andrea Pasini è di nuovo sospettato, perché Sonia ha cercato aiuto da lui: sostiene di essere andato da solo in discoteca. Sarà suo padre a scagionarlo, rivelando che è omosessuale e che ha passato la notte con un uomo, Gabriele Lanci, che è l'assistente di Nora. Non trovandolo, Sonia era tornata a piedi alla stazione e aveva fatto una telefonata a Davide Giuliani, amico di infanzia dell'ispettore Giovanni Nemi. Molti indizi portano a lui: è lui che aveva la cartelletta rosa con il canguro, che stava riportando ad un'amica di suo figlio ed è dunque lui ad aver cancellato il video. È lui l'uomo sposato di cui Sonia si era innamorata.
Camilla viene intanto ritrovata, nascosta in una buca nel bosco, ma deve essere operata con urgenza.
Giovanni Nemi riesce a parlare con il suo amico Davide e scopre che è stato effettivamente l'amante di Sonia, ma per una sola notte. È andato a prenderla alla stazione, ma poi avevano litigato e Sonia era scappata via nel bosco. Il padre di Sonia però, dopo aver appreso dai giornali che è indagato, lo aspetta sotto casa e lo uccide.
In seguito alla testimonianza di Camilla, che nel frattempo si è risvegliata, si scopre infine che a uccidere Sonia è stato chi guidava la macchina di Andrea Pasini. Il padre di Andrea, il celebre chirurgo, aveva poi trovato Sonia quella notte e con lei era andato a riprendere Camilla alla festa. Sulla tomba della madre di Andrea si scopre tutta la verità: il professore, provato dalla morte della moglie, ha perso la testa e ha ucciso Sonia. Il professore quindi si spara sulla tomba della moglie.

## Episodi
| Stagione       | Episodi | Prima TV Italia |
| -------------- | ------- | --------------- |
| Prima stagione | 12      | 2017            |

## Luoghi delle riprese
La serie è stata girata nelle Marche in provincia di Ascoli Piceno tra San Benedetto del Tronto, Grottammare e la Riserva naturale regionale Sentina durante l'estate del 2016. Inoltre, riprese interne ed esterne dell'ospedale e della Procura ed atrio con il colonnato e le sculture murali, sono state effettuate negli ambienti dell'Ospedale "Carlo Forlanini" nel quartiere Monteverde di Roma. 